# Gouvernement Aristide Briand (1)
Pour les articles homonymes, voir Gouvernement Aristide Briand.
Troisième République
Georges Clemenceau I Aristide Briand II
Le premier gouvernement Aristide Briand est le gouvernement de la Troisième République en France du 24 juillet 1909 au 3 novembre 1910.

## Composition

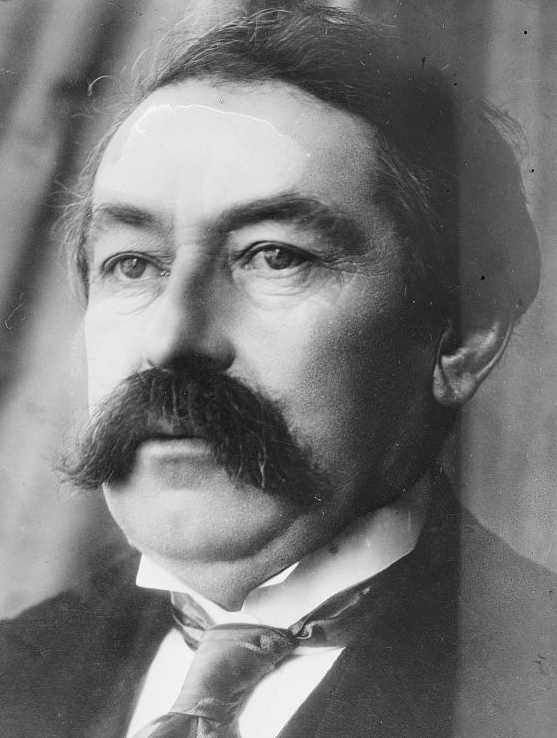
Aristide Briand

| Portefeuille                                            | Titulaire | Titulaire                 | Parti |
| ------------------------------------------------------- | --------- | ------------------------- | ----- |
| Président du Conseil                                    |           | Aristide Briand           | SI    |
| Ministres                                               |           |                           |       |
| Ministre de l'Intérieur et des Cultes                   |           | Aristide Briand           | SI    |
| Ministre de la Justice                                  |           | Louis Barthou             | ARD   |
| Ministre des Affaires étrangères                        |           | Stephen Pichon            | PRRRS |
| Ministre des Finances                                   |           | Georges Cochery           | ARD   |
| Ministre de la Guerre                                   |           | Jean Brun                 | SE    |
| Ministre de la Marine                                   |           | Auguste Boué de Lapeyrère | SE    |
| Ministre de l'Instruction publique et des Beaux-Arts    |           | Gaston Doumergue          | PRRRS |
| Ministre des Travaux publics, des Postes et Télégraphes |           | Alexandre Millerand       | PSI   |
| Ministre du Commerce                                    |           | Jean Dupuy                | ARD   |
| Ministre de l'Agriculture                               |           | Joseph Ruau               | PRRRS |
| Ministre des Colonies                                   |           | Georges Trouillot         | RI    |
| Ministre du Travail                                     |           | René Viviani              | SI    |
| Sous-secrétaires d’État                                 |           |                           |       |
| Sous-secrétaire d'État aux Finances                     |           | René Renoult              | PRRRS |
| Sous-secrétaire d'État à la Guerre                      |           | Albert Sarraut            | PRRRS |
| Sous-secrétaire d'État à la Marine                      |           | Henry Chéron              | PRRRS |
| Sous-secrétaire d'État aux Beaux-Arts                   |           | Étienne Dujardin-Beaumetz | RI    |

## Fin du gouvernement
Souhaitant former un nouveau gouvernement, Briand démissionne le 2 novembre 1910. Le président Fallières le charge aussitôt de former un nouveau gouvernement, ce qui est chose faite le lendemain.